# Xenija Semjonowna Petrowa
Xenija Semjonowna Petrowa (russisch Ксения Семёновна Петрова; * 1892 in Buguruslan, Gouvernement Samara; † 1942 im Rajon Kljawlino,  Oblast Kuibyschew) war eine russische bzw. sowjetische Lehrerin und Dichterin ersjanischer Herkunft.

## Leben
Petrowa, Tochter eines landlosen Ackernknechts, konnte nur drei Monate lang eine Schule besuchen. Das Lesen und Schreiben brachte sie sich selbst bei.
Nach der Oktoberrevolution bestand Petrowa 1919 als Externe die Lehrer-Prüfung. Sie unterrichtete an einer Schule und beteiligte sich an der Beseitigung des Analphabetismus Erwachsener. Im Bürgerkrieg kämpfte sie im Ujesd Buguruslan gegen Weißgardisten und Tschechoslowakische Legionäre und wurde schwer verwundet. 1920 leitete sie die Buguruslaner Volksbildungsabteilung.
Für Kultur- und Aufklärungsarbeit in der Mordwinischen Sektion des Hauptamtes für politische  Aufklärung des Volkskommissariats für Nationalitäten kam Petrowa 1921 nach Moskau und war dort auch Ausbilderin.
Nach der Rückkehr ins Gouvernement Samara 1923 leitete Petrowa die Siebenjahresschule im Dorf Binaradka. Ab 1926 gab sie Muttersprachunterricht im Malo-Tolkaiski-Pädagogik-Technikum und leitete den Dramaturgie-Kreis und das Studententheater. Buguruslan war seit jeher eines der Zentren der ersjanischen Kultur und Literatur. Eine bekannte Vertreterin war Serafima M. Ljuljakina. Viele junge ersjanische Kulturschaffende wurden durch Petrowas pädagogische Arbeit geprägt.
Ihre ersjanischen Gedichte veröffentlichte Petrowa ab 1926 in Zeitschriften. Bekannt wurde sie durch ihre Sozialdramen, in denen sie Ereignisse und Konflikte in Mordwinien während der Revolution von 1905 bis 1907, des Bürgerkriegs und des Aufbaus danach behandelte.
Petrowa ging 1932 nach Saransk und lehrte Muttersprache und Literatur an der Parteihochschule. Auch führte sie wissenschaftliche Untersuchungen durch. Ihre Grammatik der Ersjanischen Sprache wurde viele Jahre lang in den ersjanischen Schulen verwendet. Ab 1936 war sie Lehrerin im Dorf Staryje Sosny im  Rajon Kljawlino. Mitglied des Schriftstellerverbands der UdSSR wurde sie 1938.